# Zygmunt Wolski (zm. 1574)
Zygmunt Wolski herbu Półkozic (zm. w sierpniu 1574 roku) – kasztelan czerski w 1569 roku, starosta lanckoroński w 1572 roku.
Według Bartosza Paprockiego, był starostą warszawskim, bratem biskupa kujawskiego Mikołaja Wolskiego i kasztelana sandomierskiego Stanisława Wolskiego. Według Kaspra Niesieckiego SJ był ojcem Mikołaja Wolskiego, kasztelana czerskiego, starosty lanckorońskiego i warszawskiego, męźem Barbary Chlebowiczówny, kasztelanki wileńskiej. 
Jako przedstawiciel Korony Królestwa Polskiego podpisał akt unii lubelskiej 1569 roku.
Podpisał konfederację warszawską 1573 roku.